# 漆山竜太
漆山 竜太（うるしやま りゅうた、1984年7月16日 - ）は、日本の司会者、お笑い芸人。大阪府堺市出身。ケイダッシュステージ、NEO FLAG.所属。

## 略歴
ワタナベコメディスクール10期生。2010年にデビュー。
2019年までピン芸人「センターうるし」としてお笑いの活動。同年より主に司会者として活動をしていくと公表。結婚パーティー、イベント、企業パーティー、オンラインパーティーの司会進行を務める。

## 所属事務所
- ケイダッシュステージ（2010年 - ）
- NEO FLAG.